# カール・マイヤー
カール・マイヤー（Karl Mayr、1883年1月5日 - 1945年2月9日）は、ドイツの軍人、政治活動家。最終階級は陸軍少佐。姓はマイル、マイエルとも表記。
部下であったアドルフ・ヒトラーが政界入りするきっかけを作った人物として知られるが、後年反ナチに転じ、逮捕され強制収容所で最期を迎えた。

## 来歴

### バイエルン軍
バイエルン王国ミンデルハイムにて、判事を務めていたアルベルト・マイヤーの息子として生まれる。アビトゥーア合格後、1901年7月14日に第1バイエルン歩兵連隊に士官候補生として入営し、1903年に少尉、1911年に中尉に昇進。1914年8月に始まる第一次世界大戦に第1猟兵大隊の一員として従軍。ロートリンゲンやフランドルをめぐる戦いに従軍。1915年6月1日に大尉に昇進。同年7月より東部軍集団に転属となり、トルコで従軍。1917年にアルプス軍団に転属し参謀を務める。
停戦後の1918年12月にミュンヘンに駐留する第1バイエルン歩兵連隊で中隊長になる。1919年2月に長期休養を与えられるが、5月には軍に復帰してミュンヘンの護衛連隊第6大隊長に就任し、同月30日からはアルノルト・フォン・メール中将指揮下の第4集団司令部第4局（Ib部）およびドイツ義勇軍「フォン・オーフェン」の諜報・プロパガンダ部長に就任した。

### 諜報指導
1919年6月、帰国したヒトラーをスカウトし、潜入諜報員および宣伝演説者とした。マイヤーはアウクスブルク・レヒフェルトの国軍施設でヒトラーに講習を受けさせ、「戦争で士気が阻喪し「ボリシェヴィキ化」した部隊に民族主義を植え付けさせる」ための訓練を施した。講習の修了後、マイヤーはヒトラーに対し、ミュンヘンの兵舎に赴いて反ボリシェヴィキ宣伝演説をするよう命じた。さらにヒトラーは、この時期ミュンヘンに乱立していた政治組織の集会に参加・潜入して観察するよう命じられていた。彼は集会に参加してはその政治的主張・目的・手段について逐一マイヤーに報告した。
1919年9月12日、マイヤーの指示でヒトラーはアントン・ドレクスラーが設立したドイツ労働者党の集会に参加し、彼が掲げる反ユダヤ主義・反共産主義に感銘を受けた。また、ドレクスラーもヒトラーの弁舌能力に感銘を受け、入党を求めた。9月16日、ヒトラーが反ユダヤ主義思想を文書で示した最古の記録である「ゲムリッヒ書簡」が書かれたが、これはマイヤーの指示によるものであった。
10月3日の集会にも参加したヒトラーは入党を決意し、マイヤーに対して「この人々は前線の兵士の思想を主張しているため、入党を許可していただきたい」とする報告書を提出し、入党した。また、マイヤーは国軍将校の政治団体「鉄拳団」にも参加しており、ヒトラーを集会に連れて行き、代表者であったエルンスト・レームと引き合わせた。
1920年3月のカップ一揆の際、マイヤーはベルリンの情勢を探らせるため、ヒトラー、ディートリヒ・エッカート、ローベルト・フォン・グライムを派遣した。7月8日、マイヤーはカップ一揆の首謀者ヴォルフガング・カップに手紙を送ったことを咎められ、第7軍管区参謀部を最後に軍から退役させられた。
ヒトラーはマイヤーの命令を遂行したことをきっかけとして政界に入り、やがてナチス・ドイツの総統となったため、彼は「ヒトラーの発見者」、「ヒトラーを政治の舞台に導いた人物」としてときに過大評価されがちであるが、彼は指揮下にあった全ての部下に同じことをするよう命じており、ヒトラーだけを特別扱いしていたわけではなく、また彼の政治的才能を特別に見抜いていたなどという証拠もない。

### 政治活動・最期
1921年頃まではヒトラーとナチ党に共感し、入党していたが次第に反対・批判する様な言動が出た為、同年3月頃に離党。1925年にはヴァイマル共和政支持派のドイツ社会民主党（SPD）に入党し、同党の準軍事組織「国旗団」の指導者・機関紙編集者になったが、第1歩兵連隊の退役将校協会から除名された。1930年代に入るとナチ党やレームに関する情報収集に努めた。
1933年、ナチ党の権力掌握によりヒトラー内閣が成立すると、フランスに移住した。しかし、1940年にフランスがドイツ軍に占領時、パリでゲシュタポに逮捕された。ドイツに連行されたマイヤーはザクセンハウゼン強制収容所に収容され、1943年にブーヘンヴァルト強制収容所に移送、グストロフ社の弾薬工場で強制労働に従事させられ、大戦末期の1945年2月9日、イギリス空軍の空襲に巻き込まれ死亡した。